# 水上功治
水上功治（みずかみ こうじ、1961年1月6日 - ）は、日本の元俳優、歌手。東京都立川市出身。東京都立青梅東高等学校卒業。身長173cm。

## 人物
中学卒業後、ロックンロールミュージカル劇団の「ミスタースリムカンパニー」に入団し、1979年にドラマ『七人の刑事』（TBS）で俳優デビューする。1980年に「シーサイド・ホテル」でレコードデビューすると、その後は、テレビドラマ『ふぞろいの林檎たち』シリーズ（TBS）で時任三郎演じる岩田や柳沢慎吾演じる西寺と敵対する金持ちの御曹司の佐竹順治役を演じるなど、主に悪役俳優として活躍した。
現場での悪評から仕事が減り、更に膝などの怪我から芸能界を引退。引退後の1997年、9歳年下の一般女性と結婚。2003年に娘が誕生している。
アルバイト仕事を転々とし、WJプロレスの営業マンとして働いた後、2004年頃からは建物の改修工事を専門とする「不二サッシリニューアル株式会社」に勤務、2005年3月5日、建築施工技士の資格を取得し、現在は同社の部長をしている。

### エピソード
「爆報! THE フライデー」に出演した際、『ふぞろいの林檎たちⅢ』クランクアップ後の打ち上げ時に「今回のシリーズつまんなかったね!」と暴言を吐いてしまい、共演者やスタッフを青ざめさせたことから、「脚本家の山田太一を怒らせてしまい次のシリーズに呼ばれなかったんじゃないかな?」と語っている。

## 出演

### 映画
- 青春PARTII（1979年、ATG） - 神野 役
- 冒険者カミカゼ -ADVENTURER KAMIKAZE-（1981年、東映） - 暴走族リーダー 役
- セーラー服 百合族（1983年、にっかつ） - 一平 役
- セーラー服 百合族2（1983年、にっかつ） - 立花一平 役
- 女猫（1983年、にっかつ） - 入鹿守 役
- 双子座の女（1984年、にっかつ） - 村野洋一 役
- 生きてるうちが花なのよ死んだらそれまでよ党宣言（1985年、ATG） - 花田 役
- 極道の妻たち（1986年、東映） - 露木勉 役
- パッセンジャー 過ぎ去りし日々（1987年、松竹）
- この胸のときめきを（1988年、東映クラシックフィルム） - 鮫島の舎弟 役
- リボルバー（1988年、シネ・ロッポニカ）

### オリジナルビデオ
- 爆裂! M・コネクション ザ・ファイナル・シューティング（1991年）
- サーキットの狼 ACT-2（1992年）
- 天使の砲弾（1992年）
- のぞき屋稼業シリーズ（1993年 - 1996年）
  - のぞき屋稼業（1993年）
  - のぞき屋稼業2（1993年）
  - のぞき屋稼業3（1994年）
  - のぞき屋稼業4 外伝（1994年）
  - のぞき屋稼業5（1995年）
  - のぞき屋稼業6（1995年）
  - のぞき屋稼業7（1995年）
- 監禁逃亡 美しき獲物たち（1993年） - 山室 役
- 団鬼六 夕顔夫人 淫舞地獄（1994年）
- THE レイプマン4（1994年）
- 企業舎弟（1994年）
- ドトウの笹口組（1995年）

### テレビドラマ
- 七人の刑事 第3シリーズ 第39話「黒人の首」（1979年2月9日、TBS）
- 土曜ドラマ / 男たちの旅路 第四部 第3話「車輪の一歩」（1979年11月24日、NHK） - 日比野淳一 役
- プロハンター（1981年、日本テレビ） - 日高修 役
- 火曜サスペンス劇場（日本テレビ）
  - 「ハムレットは行方不明」（1981年12月22日）
  - 「女子高校生の鎮魂曲」（1983年3月22日）
- 西部警察シリーズ（テレビ朝日）
  - 西部警察 第125話「約束の報酬」（1982年4月11日） - 只石健 役
  - 西部警察 PART-II 第2話「大都会に舞う男」（1982年6月6日） - 江尻礼次 役
  - 西部警察 PART-III 第47話「冬の軍団長」（1983年4月1日） - 木田祥一 役
- ゴールデンワイド劇場「代理母」（1982年6月21日、テレビ朝日）
- セーラー服と機関銃（1982年、フジテレビ） - 竹内智生 役
- ねらわれた学園 第5話「超能力大爆発!」（1982年、フジテレビ）
- 太陽にほえろ!（日本テレビ）
  - 第534話「俺の拳銃が無い!」（1982年12月3日） - 杉田守 役
  - 第551話「すご腕ボギー」（1983年4月8日） - 菊地裕 役
  - 第597話「戦士よさらば・ボギー最後の日」（1984年4月6日） - 沢木高志 役
  - 第598話「戦士よ眠れ・新たなる戦い」（1984年4月13日） - 沢木高志 役
- さよなら三角（1983年、フジテレビ） - 猫田 役
- 時代劇スペシャル「鼠小僧次郎吉 必殺の白刃」（1983年3月25日、フジテレビ）
- ザ・サスペンス（TBS）
  - 「スクープを追う女 古美術商殺人事件」（1983年4月2日）
  - 「骨肉の家」（1983年11月5日）
- 月曜ドラマランド「長谷川町子の意地悪クッキー」（1983年5月2日、フジテレビ）
- 木曜ゴールデンドラマ「非行女教師」（1983年5月5日、読売テレビ）
- ふぞろいの林檎たちシリーズ（TBS） - 佐竹順治 役
  - ふぞろいの林檎たち（1983年）
  - ふぞろいの林檎たちII（1985年）
  - ふぞろいの林檎たちIII（1991年）
- 胸さわぐ苺たち（1983年、TBS） - 溝口 役
- 新ハングマン 第26話「女体を生体実験する悪魔の病院長」（1984年2月10日、朝日放送） - 城所修 役
- 新鋭ドラマシリーズ「カムバック」（1984年3月25日、TBS）
- 家族の晩餐（1984年、日本テレビ） - 片平洋 役
- テレビ小説「幸せさがし」（1985年、TBS） - 亮 役
- お坊っチャマにはわかるまい!（1986年、TBS） - 根本幸喜 役
- 池中玄太80キロスペシャル 鳥の詩 力強く飛ぶんだゾ（1986年10月11日、日本テレビ）
- 男たちによろしく（1987年、TBS）
- 必殺仕事人V・風雲竜虎編 第6話「お見合い替え玉騒動」（1987年、朝日放送） - 堀田帯刀 役
- 土曜ワイド劇場（テレビ朝日）
  - 辻真先の婚約旅行殺人事件シリーズ3 三陸海岸婚約旅行殺人事件（1987年7月25日）
  - 伊豆リゾートホテル男女連続殺人・信じますか?世にも不思議な物語（1988年7月23日）
- ニュータウン仮分署（1988年、テレビ朝日） - 峰岸 役
- 抱きしめたい! 第1話「'88夏の恋開幕」（1988年7月7日、フジテレビ） - 北村 役
- 北の国から'89帰郷（1989年3月31日、フジテレビ） - 水谷 役
- テレビ東京開局25周年記念特別番組「“ダンシングミステリー” トリノ発：東京物語」（1989年4月20日、テレビ東京）
- 月曜・女のサスペンス「鎖の女」（1990年4月2日、テレビ東京）
- 恋のパラダイス 第8話「決して許されることのないキス」（1990年、フジテレビ）
- 木曜ドラマ「シリーズ街 川は泣いている」（1990年、テレビ朝日）
- 男と女のミステリー「海辺の骨」（1990年11月2日、フジテレビ）
- 金曜ドラマシアター（フジテレビ）
  - 新OL三人旅2 飛騨高山湯けむり殺人（1991年11月1日） - 井波敏彦 役
  - 闇に咲く女 杉並老女殺人事件（1993年3月19日）※未放送
- 逃亡者（1992年、フジテレビ） - 上原重明 役
- 12時間超ワイドドラマ「織田信長」（1994年1月2日、テレビ東京） - 生駒家宗 役
- 鬼平犯科帳 第5シリーズ 第7話「お菊と幸助」（1994年5月18日、フジテレビ） - 伝吉 役

### バラエティ
- ウッチャンナンチャンのやるならやらねば!（フジテレビ）
- 爆報! THE フライデー（2019年8月23日、TBS）

## ディスコグラフィ

### シングル
| 発売日               | 面                   | タイトル                 | 作詞                 | 作曲                 | 編曲                 | 規格                 | 規格品番             |
| ポリスター・レコード | ポリスター・レコード | ポリスター・レコード     | ポリスター・レコード | ポリスター・レコード | ポリスター・レコード | ポリスター・レコード | ポリスター・レコード |
| -------------------- | -------------------- | ------------------------ | -------------------- | -------------------- | -------------------- | -------------------- | -------------------- |
| 1980年6月25日        | A                    | シーサイド・ホテル       | 三浦徳子             | 加瀬邦彦             | 高島政晴             | EP                   | 6P-8                 |
| 1980年6月25日        | B                    | センチメンタル・ヨーヨー | 三浦徳子             | 加瀬邦彦             | 高島政晴 宮浦章啓    | EP                   | 6P-8                 |